# Tassameurt
Tassameurt ou Tassamert ou Tesmart est une commune de la wilaya de Bordj-Bou-Arreridj en Algérie.